# 雷瑙河
51°13′12″N 8°27′23″E / 51.2200°N 8.4565°E
雷瑙河（德語：Renau），是德國的河流，位於該國西部，處於北萊茵-威斯特法倫州，該河流屬於內格河的右支流，河道全長5.4公里，流域面積6.4平方公里。